# Tetranychus tchadi
Tetranychus tchadi är en spindeldjursart som beskrevs av Gutierrez och Bolland 1973. Tetranychus tchadi ingår i släktet Tetranychus och familjen Tetranychidae. Inga underarter finns listade i Catalogue of Life.